# 홍문종 (야구인)
홍문종 (洪文宗, 1954년 11월 14일 ~ )은 재일 한국인 야구인이다. 전 일본 프로 야구 크라운라이터 라이온스 → 세이부 라이온스, 롯데 오리온스 선수, KBO 리그 롯데 자이언츠, 태평양 돌핀스 선수이다. 일본에서는 도쿠야마 후미무네(徳山文宗)로 불린다.
한편, 1988년 11월 25일 롯데에서 자유계약선수로 풀린 뒤 같은 해 12월 5일 태평양 유니폼을 입었는데 태평양은 본인(홍문종)에 앞서  팀공격을 이끌 무게있는 타자가 필요하다는 생각 아래 김용철 장효조 고원부 등의 트레이드를 추진했으나 이런저런 사정 때문에 좌절됐다.

## 학력
- 고코쿠 고등학교
- 리쓰메이칸 대학

## 경력
- 크라운라이터 라이온스/세이부 라이온스 (1977~1980)
- 롯데 오리온스 (1981~1983)
- 롯데 자이언츠 (1984~1988)
- 태평양 돌핀스 (1989~1990)

## 등번호
- 28 - 크라운 라이터 라이온스/세이부 라이온스(1977년 - 1980년)
- 49 - 롯데 오리온스(1981년 - 1983년)
- 8 - 롯데 자이언츠, 태평양 돌핀스 (1990년)
- 37 - 태평양 돌핀스 (1989년)

## 통산 기록
| 연 도          | 소 속          | 나 이          | 출 장 | 타 석 | 타 수 | 득 점 | 안 타 | 2 루 타 | 3 루 타 | 홈 런 | 타 점 | 도 루 | 도 실 | 볼 넷 | 삼 진 | 타 율 | 출 루 율 | 장 타 율 | O P S | 루 타 | 병 살 타 | 몸 맞 | 희 타 | 희 플 | 고 4 |
| -------------- | -------------- | -------------- | ----- | ----- | ----- | ----- | ----- | ------- | ------- | ----- | ----- | ----- | ----- | ----- | ----- | ----- | -------- | -------- | ----- | ----- | -------- | ----- | ----- | ----- | ---- |
| 1977           | 크라운         | 24             | 23    | 22    | 21    | 1     | 0     | 0       | 0       | 0     | 0     | 0     | 0     | 1     | 6     | .000  | .045     | .000     | .045  | 0     | 0        | 0     | 0     | 0     | 0    |
| 1981           | 롯데           | 28             | 3     | 2     | 2     | 0     | 0     | 0       | 0       | 0     | 0     | 0     | 0     | 0     | 0     | .000  | .000     | .000     | .000  | 0     | 0        | 0     | 0     | 0     | 0    |
| 1982           | 롯데           | 29             | 11    | 13    | 10    | 3     | 0     | 0       | 0       | 0     | 0     | 0     | 0     | 3     | 2     | .000  | .231     | .000     | .231  | 0     | 0        | 0     | 0     | 0     | 0    |
| 1983           | 롯데           | 30             | 7     | 9     | 9     | 1     | 1     | 0       | 0       | 0     | 0     | 0     | 0     | 0     | 4     | .111  | .111     | .111     | .222  | 1     | 0        | 0     | 0     | 0     | 0    |
| 1984           | 롯데           | 31             | 100   | 415   | 360   | 62    | 122   | 25      | 7       | 11    | 53    | 36    | 20    | 43    | 36    | .339  | .420     | .539     | .958  | 194   | 2        | 7     | 1     | 4     | 12   |
| 1985           | 롯데           | 32             | 107   | 445   | 393   | 42    | 102   | 23      | 2       | 11    | 58    | 16    | 12    | 42    | 36    | .260  | .331     | .412     | .743  | 162   | 3        | 0     | 6     | 4     | 1    |
| 1986           | 롯데           | 33             | 103   | 439   | 387   | 46    | 106   | 20      | 3       | 3     | 29    | 39    | 17    | 46    | 44    | .274  | .349     | .364     | .714  | 141   | 3        | 0     | 4     | 2     | 3    |
| 1987           | 롯데           | 34             | 108   | 466   | 415   | 59    | 119   | 19      | 4       | 7     | 49    | 25    | 9     | 40    | 26    | .287  | .356     | .402     | .758  | 167   | 5        | 5     | 5     | 1     | 1    |
| 1988           | 롯데           | 35             | 87    | 359   | 319   | 46    | 89    | 13      | 3       | 4     | 25    | 22    | 11    | 36    | 18    | .279  | .352     | .376     | .728  | 120   | 4        | 1     | 1     | 2     | 3    |
| 1989           | 태평양         | 36             | 114   | 433   | 381   | 60    | 92    | 15      | 3       | 6     | 31    | 16    | 8     | 39    | 40    | .241  | .314     | .344     | .658  | 131   | 5        | 2     | 10    | 1     | 2    |
| 1990           | 태평양         | 37             | 74    | 219   | 179   | 23    | 42    | 6       | 1       | 1     | 14    | 7     | 7     | 35    | 25    | .235  | .363     | .296     | .659  | 53    | 3        | 1     | 4     | 0     | 2    |
| NPB 통산 : 4년 | NPB 통산 : 4년 | NPB 통산 : 4년 | 44    | 46    | 42    | 5     | 1     | 0       | 0       | 0     | 0     | 0     | 0     | 4     | 12    | .024  | .109     | .024     | .133  | 1     | 0        | 0     | 0     | 0     | 0    |
| KBO 통산 : 7년 | KBO 통산 : 7년 | KBO 통산 : 7년 | 693   | 2776  | 2434  | 338   | 672   | 121     | 23      | 43    | 259   | 161   | 84    | 281   | 225   | .276  | .353     | .398     | .751  | 968   | 25       | 16    | 31    | 14    | 24   |

- 시즌 기록 중 굵은 글씨는 해당 시즌 최고 기록

### 주요 기록

#### 첫 기록(일본 프로야구)
- 첫 출장 : 1977년 4월 2일, 대 닛폰햄 파이터스 전기 1차전(헤이와다이 야구장), 9회말에 쓰보이 신자부로의 대타로 출장
- 첫 선발출장 : 1977년 9월 17일, 대 닛폰햄 파이터스 후기 12차전(헤이와다이 야구장), 8번·우익수로서 선발출장
- 첫 안타 : 1983년 6월 11일, 대 난카이 호크스 9차전(가와사키 구장), 8회말에 사토 겐이치의 대타로 출장, 야마우치 가즈히로로부터 단타

## 수상 경력
- 1984년 골든 글러브 (외야수 부문)

## 에피소드
1984년 삼성의 이만수가 홈런, 타점 1위를 확정지은 상태에서 타율 1위를 달성하기 위하여 출장을 하지 않았는데, 홍문종이 이만수를 1리 차이의 타율로 추격하자, 마지막 경기일정인 삼성-롯데 전에서 삼성 투수들이 홍문종을 9연타석 볼넷으로 거르는 사건이 일어나기도 했다. 결국 홍문종은 이만수에 이은 타격 2위에 머물렀다.